# Otto von Rietberg
Otto von Rietberg (* im 13. Jahrhundert; † 23. Oktober 1307) war von 1277 bis 1307 Bischof von Paderborn.

## Familie
Otto stammte aus der Familie der Grafen von Rietberg; er war ein Sohn des Grafen Konrad I. von Rietberg und dessen Frau Oda zur Lippe. Ottos Geschwister waren:
- Friedrich I., 1264–1282 Graf von Rietberg
- Konrad, 1270–1297 Bischof von Osnabrück
- Simon († vor 1294), Deutschordensritter
- Hermann († 1283), Domherr in Osnabrück und Paderborn sowie Propst in Tongern
- Oda († vor 1314), Äbtissin des Ägidiiklosters in Münster
- Gisela († vor 1290), heiratete Johann von Homburg

Ottos Neffe Otto III. von Rietberg, Sohn Friedrichs I., war von 1301 bis 1306 Fürstbischof von Münster.

## Leben
Otto wurde 1260 Domherr in Paderborn, war 1269–1273 Domkämmerer und wurde 1275 Dompropst. 
1277 wurde er zum Bischof von Paderborn gewählt. Weil sein Onkel und Vorgänger im Bischofsamt, Simon I. zur Lippe, durch den Dombau schwere Schulden hinterlassen hatte, musste sein Nachfolger diese übernehmen. Otto tat dies und vollendete den Dom in seiner heutigen Gestalt.  Dennoch musste er, wohl auch als Folge der schwierigen Beziehungen zwischen seinem als streitsüchtig bekannten Vorgänger einerseits und dem Domkapitel, der Stadt und dem Erzbistum Köln anderseits, zehn turbulente Jahre als Bischof-Elekt durchstehen, ehe er 1287 die Bischofsweihe erhielt. Auf Ausgleich bedacht, erkannte er 1279 die landständische Verfassung im Hochstift Paderborn an. 
Als er jedoch 1281, um seinen Anspruch auf das Bischofsamt zu stärken, den Dominikanern die Kirche St. Maria in vinea in Warburg ohne Befragung der Altstädter übertrug, kam es dort zu großem Streit. Die Altstädter, die nunmehr die Kirche in der rechtlich unabhängigen Neustadt benutzen sollten, protestierten vehement, griffen vereinzelt Patres an und besetzten die St. Marienkirche. Otto reagierte zunächst mit Exkommunikationen und ließ sich seine Entscheidung von Papst Martin IV. bestätigen. Da die Proteste durch seine harte Haltung weiter geschürt wurden, lenkte er ein. Er erlaubte den Altstädtern den Bau einer neuen Kirche und die Beibehaltung des Marktrechts, das indirekt an die Kirche gebunden war. Zudem entschädigte er sie finanziell. 
Im gleichen Jahr legte er auch die wichtigsten Streitigkeiten zwischen dem Hochstift und der Stadt Paderborn bei, und 1295 ließ er die Grenzen zwischen Stadt und Stift endgültig festlegen. Als Bischof residierte er, im Gegensatz zu seinem Vorgänger, nicht in Neuhaus, sondern in Paderborn. 
Er starb am 23. Oktober 1307 und wurde im Dom zu Paderborn begraben.